# Nadine Broersen
Nadine Martina Broersen  (née le 29 avril 1990 à Hoorn) est une athlète néerlandaise, spécialiste des épreuves combinées.

## Biographie

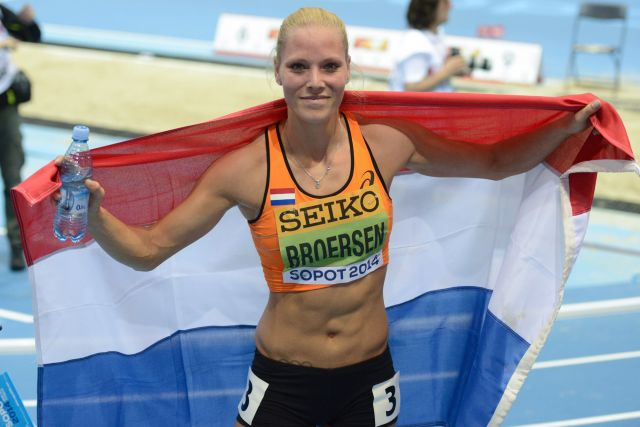
Nadine Broersen célébrant son titre mondial en salle à Sopot en 2014.

Elle participe aux Jeux olympiques de 2012, à Londres, et se classe treizième de l'épreuve de l'heptathlon, en améliorant sa meilleure marque personnelle avec 6 319 pts.
Le 11 mai 2013, à Lisse, Nadine Broersen établit un nouveau record des Pays-Bas du saut en hauteur en franchissant une barre à 1,89 m. Quelques jours plus tard, lors du meeting de Götzis, elle porte son record personnel à l'heptathlon à 6 345 pts, en terminant deuxième du concours, derrière la Canadienne Brianne Theisen.
En mars 2014, Nadine Broersen remporte l'épreuve du pentathlon lors des championnats du monde en salle de Sopot, en Pologne. Elle porte son record personnel à 4 830 pts en améliorant notamment ses meilleures performances sur 60 m haies (8 s 32), au saut en hauteur (1,93 m), au saut en longueur (6,17 m) et sur 800 m (2 min 14 s 97). Elle devance la Canadienne Brianne Theisen-Eaton et l'Ukrainienne Alina Fyodorova. Elle remporte la Coupe d'Europe des épreuves combinées 2014 à Toruń puis devient vice-championne d'Europe au mois d'août suivante (6 498 pts) derrière la Française Antoinette Nana Djimou (6 556 pts).
En 2015, Broersen échoue au pied du podium des Championnats du monde de Pékin. Le 26 février 2016, elle annonce qu'elle ne défendra pas son titre mondial en salle à cause d'une blessure au genou. Le 9 juillet, elle ne termine pas son heptathlon des Championnats d'Europe d'Amsterdam.
Le 18 septembre, elle s'impose au Décastar de Talence avec 6 377 points.
Elle se classe 6e des championnats du monde 2019 à Doha avec 6 392 pts.

## Palmarès
| Date | Compétition                           | Lieu                                  | Résultat | Épreuve    | Points     |
| ---- | ------------------------------------- | ------------------------------------- | -------- | ---------- | ---------- |
| 2012 | Jeux olympiques                       | Londres                               | 11e      | Heptathlon | 6 319 pts  |
| 2013 | Hypo-Meeting                          | Götzis                                | 2e       | Heptathlon | 6 345 pts  |
| 2013 | Championnats du monde                 | Moscou                                | 10e      | Heptathlon | 6 224 pts  |
| 2014 | Championnats du monde en salle        | Sopot                                 | 1er      | Pentathlon | 4 830 pts  |
| 2014 | Coupe d'Europe                        | Toruń                                 | 1re      | Heptathlon | 6 539 pts  |
| 2014 | Championnats d'Europe                 | Zurich                                | 2e       | Heptathlon | 6 498 pts  |
| 2014 | Coupe du monde des épreuves combinées | Coupe du monde des épreuves combinées | 1re      | Heptathlon | 19 573 pts |
| 2015 | Hypo-Meeting                          | Götzis                                | 3e       | Heptathlon | 6 531 pts  |
| 2015 | Championnats du monde                 | Pékin                                 | 4e       | Heptathlon | 6 491 pts  |
| 2016 | Championnats d'Europe                 | Amsterdam                             | —        | Heptathlon | DNF        |
| 2016 | Jeux olympiques                       | Rio de Janeiro                        | 13e      | Heptathlon | 6 300 pts  |
| 2016 | Décastar                              | Talence                               | 1re      | Heptathlon | 6 377 pts  |
| 2017 | Championnats d'Europe en salle        | Belgrade                              | 5e       | Pentathlon | 4 582 pts  |
| 2017 | Championnats du monde                 | Londres                               | finale   | Heptathlon | DNF        |
| 2019 | Hypo-Meeting                          | Götzis                                | 7e       | Heptathlon | 6 297 pts  |
| 2019 | Mehrkampf-Meeting Ratingen            | Ratingen                              | 3e       | Heptathlon | 6 232 pts  |
| 2019 | Championnats du monde                 | Doha                                  | 6e       | Heptathlon | 6 392 pts  |
| 2021 | Championnats d'Europe en salle        | Toruń                                 | 10e      | Pentathlon | 3 556 pts  |

## Records
| Épreuve           | Performance   | Lieu    | Date           |
| ----------------- | ------------- | ------- | -------------- |
| 100 mètres haies  | 13 s 39       | Götzis  | 31 mai 2014    |
| Saut en hauteur   | 1,94 m        | Zurich  | 14 août 2014   |
| Lancer du poids   | 15,14 m       | Leyde   | 17 juin 2017   |
| 200 mètres        | 24 s 57       | Götzis  | 31 mai 2014    |
| Saut en longueur  | 6,39 m        | Bréda   | 28 juin 2014   |
| Lancer du javelot | 54,97 m       | Nottwil | 27 mai 2012    |
| 800 mètres        | 2 min 11 s 11 | Götzis  | 1er juin 2014  |
| Heptathlon        | 6 539 pts     | Toruń   | 6 juillet 2014 |

| Épreuve          | Performance    | Lieu      | Date            |
| ---------------- | -------------- | --------- | --------------- |
| 60 mètres haies  | 8 s 31         | Prague    | 6 mars 2015     |
| Saut en hauteur  | 1,93 m         | Sopot     | 7 mars 2014     |
| Lancer du poids  | 14,93 m        | Sheffield | 26 janvier 2014 |
| Saut en longueur | 6,24 m         | Apeldoorn | 24 janvier 2015 |
| 800 mètres       | 2 min 14 s 97  | Sopot     | 7 mars 2014     |
| Pentathlon       | 4 830 pts (NR) | Sopot     | 7 mars 2014     |